# 백암온천로
백암온천로(Baegamoncheon-ro)는 경상북도 울진군 온정면 외선미리 구주령과 평해읍 평해리 평해삼거리를 잇는 경상북도의 도로이다. 전 구간 국도 제88호선에 속한다.

## 역사
- 2009년 7월 30일 : 2개 이상 시·군에 걸쳐 있는 도로로 백암온천로를 고시[1]

## 주요 경유지
경상북도
- 울진군 (온정면 · 평해읍)

## 노선
전 구간 국도 제88호선에 속하므로 이 노선에 대한 별도 표기는 생략한다.
| 이름                       | 접속 노선                        | 소재지        | 소재지        | 비고          |
| 한티로와 직결              | 한티로와 직결                    | 한티로와 직결 | 한티로와 직결 | 한티로와 직결 |
| -------------------------- | -------------------------------- | ------------- | ------------- | ------------- |
| 구주령                     |                                  | 울진군        | 온정면        |               |
| 선구리                     | 국가지원지방도 제69호선 (온매로) | 울진군        | 온정면        |               |
| 선구교                     | 내선미길                         | 울진군        | 온정면        |               |
| 더티재                     |                                  | 울진군        | 온정면        |               |
| 백암온천 (소태 회전교차로) | 소태로 온천로                    | 울진군        | 온정면        |               |
| 온정종합터미널             |                                  | 울진군        | 온정면        |               |
| (소태2리)                  | 국가지원지방도 제69호선 (온정로) | 울진군        | 온정면        |               |
| 온정교                     | 소태하암길                       | 울진군        | 온정면        |               |
| (금천1리)                  | 삼덕로                           | 울진군        | 온정면        |               |
| 광풍2교 광풍1교            |                                  | 울진군        | 온정면        |               |
| 평해전담의용소방대         | 평해로                           | 울진군        | 평해읍        |               |
| 평해삼거리                 | 국도 제88호선 (월송정로)         | 울진군        | 평해읍        |               |

## 주요 건물 및 시설
- 선구보건진료소 (경상북도 울진군 온정면 백암온천로 845)
- 온정종합터미널 (경상북도 울진군 온정면 백암온천로 1298-4)
- 온정119안전센터 (경상북도 울진군 온정면 백암온천로 1315)
- 향암미술관 (경상북도 울진군 온정면 백암온천로 1388)
- 평해전담의용소방대 (경상북도 울진군 평해읍 백암온천로 2395)